# Agapostemon tyleri
Agapostemon tyleri là một loài Hymenoptera trong họ Halictidae. Loài này được Cockerell mô tả khoa học năm 1917.